# Cantón Guamote
Guamote es un cantón ecuatoriano, de la provincia de Chimborazo. Su cabecera cantonal es la ciudad de Guamote. Se sitúa en una altitud promedio de 3500 m s. n. m. La temperatura media es de 10 °C. 

## Historia
Guamote formó parte de la Villa de Riobamba, como parroquia Eclesiástica en 1613 y como parroquia civil en 1643. Constituida la Gran Colombia, en 1824, el Departamento del Ecuador comprendía las provincias de Imbabura, Pichincha, Chimborazo, esta última con los cantones: Riobamba, Ambato, Guano, Guaranda, Alausí y Macas. Según este decreto, Guamote fue parte del cantón Riobamba, hasta que en 1884 pasa a la jurisdicción del nuevo cantón Colta, creado el 27 de febrero. 
El 1 de agosto de 1944 y bajo la Presidencia del Dr. José María Velasco Ibarra, Guamote es elevado a la categoría de cantón.
El territorio que hoy corresponde al cantón Guamote, estuvo habitado desde tiempos remotos por cacicazgos como los Guamutis, Atapos, Basanes Pull, Tipines, Vishudes, entre otros. Todos constituían parcialidades del Reino de los Puruháes, dedicados a la cría del ganado, pastoreo y producción de lana. Se debe destacar también que en estas tierras se originaron diversos levantamientos indígenas que jugaron un papel histórico en el posicionamiento jurídico y político del movimiento indígena, hasta la actualidad.
Guamote limita al norte con los cantones Colta y Riobamba, al sur con el cantón Alausí, al este con la provincia de Morona Santiago y al oeste con el cantón Pallatanga. 

## Política
Territorialmente, el Cantón Guamote está organizada en una parroquia urbana, mientras que existen 2 parroquias rurales con las que complementa el aérea total del Cantón Guamote. El término "parroquia" es usado en el Ecuador para referirse a territorios dentro de la división administrativa municipal.
La ciudad de y el cantón Guamote, al igual que las demás localidades ecuatorianas, se rige por una municipalidad según lo previsto en la Constitución de la República. El Gobierno Autónomo Descentralizado Municipal de Guamote, es una entidad de gobierno seccional que administra el cantón de forma autónoma al gobierno central. La municipalidad está organizada por la separación de poderes de carácter ejecutivo representado por el alcalde, y otro de carácter legislativo conformado por los miembros del concejo cantonal.
La Municipalidad de Guamote, se rige principalmente sobre la base de lo estipulado en los artículos 253 y 264 de la Constitución Política de la República y en la Ley de Régimen Municipal en sus artículos 1 y 16, que establece la autonomía funcional, económica y administrativa de la Entidad.

### Alcaldía

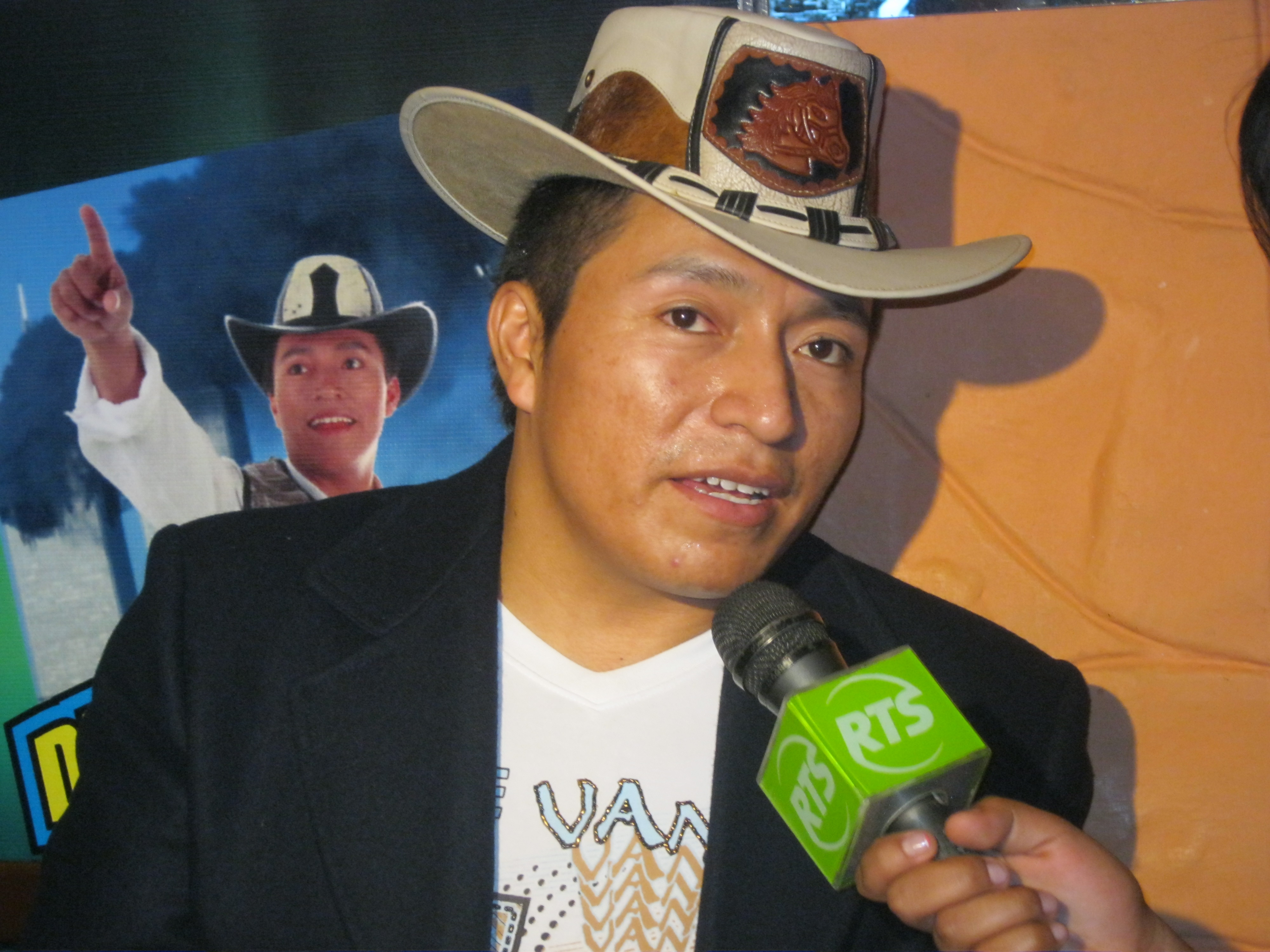
Delfín Quishpe, actual alcalde de Guamote.

El poder ejecutivo de la ciudad es desempeñado por un ciudadano con título de alcalde del Cantón Guamote, el cual es elegido por sufragio directo en una sola vuelta electoral sin fórmulas o binomios en las elecciones municipales. El vicealcalde no es elegido de la misma manera, ya que una vez instalado el Concejo Cantonal se elegirá entre los ediles un encargado para aquel cargo. El alcalde y el vicealcalde duran cuatro años en sus funciones, y en el caso del alcalde, tiene la opción de reelección inmediata o sucesiva. El alcalde es el máximo representante de la municipalidad y tiene voto dirimente en el concejo cantonal, mientras que el vicealcalde realiza las funciones del alcalde de modo suplente mientras no pueda ejercer sus funciones el alcalde titular.
El alcalde cuenta con su propio gabinete de administración municipal mediante múltiples direcciones de nivel de asesoría, de apoyo y operativo. Los encargados de aquellas direcciones municipales son designados por el propio alcalde. Actualmente el alcalde de Guamote es el cantante Delfín Quishpe, elegido para el periodo 2019-2023.

### Concejo cantonal
El poder legislativo del cantón es ejercido por el Concejo Cantonal de Guamote el cual es un pequeño parlamento unicameral que se constituye al igual que en los demás cantones mediante la disposición del artículo 253 de la Constitución Política Nacional. De acuerdo a lo establecido en la ley, la cantidad de miembros del concejo representa proporcionalmente a la población del cantón.
Guamote posee 5 concejales, los cuales son elegidos mediante sufragio (Sistema D'Hondt) y duran en sus funciones cuatro años pudiendo ser reelegidos indefinidamente. De los cinco ediles, 2 representan a la población urbana mientras que 3 representan a las 2 parroquias rurales. El alcalde y el vicealcalde presiden el concejo en sus sesiones. Al recién instalarse el concejo cantonal por primera vez los miembros eligen de entre ellos un designado para el cargo de vicealcalde de la ciudad.

### División política

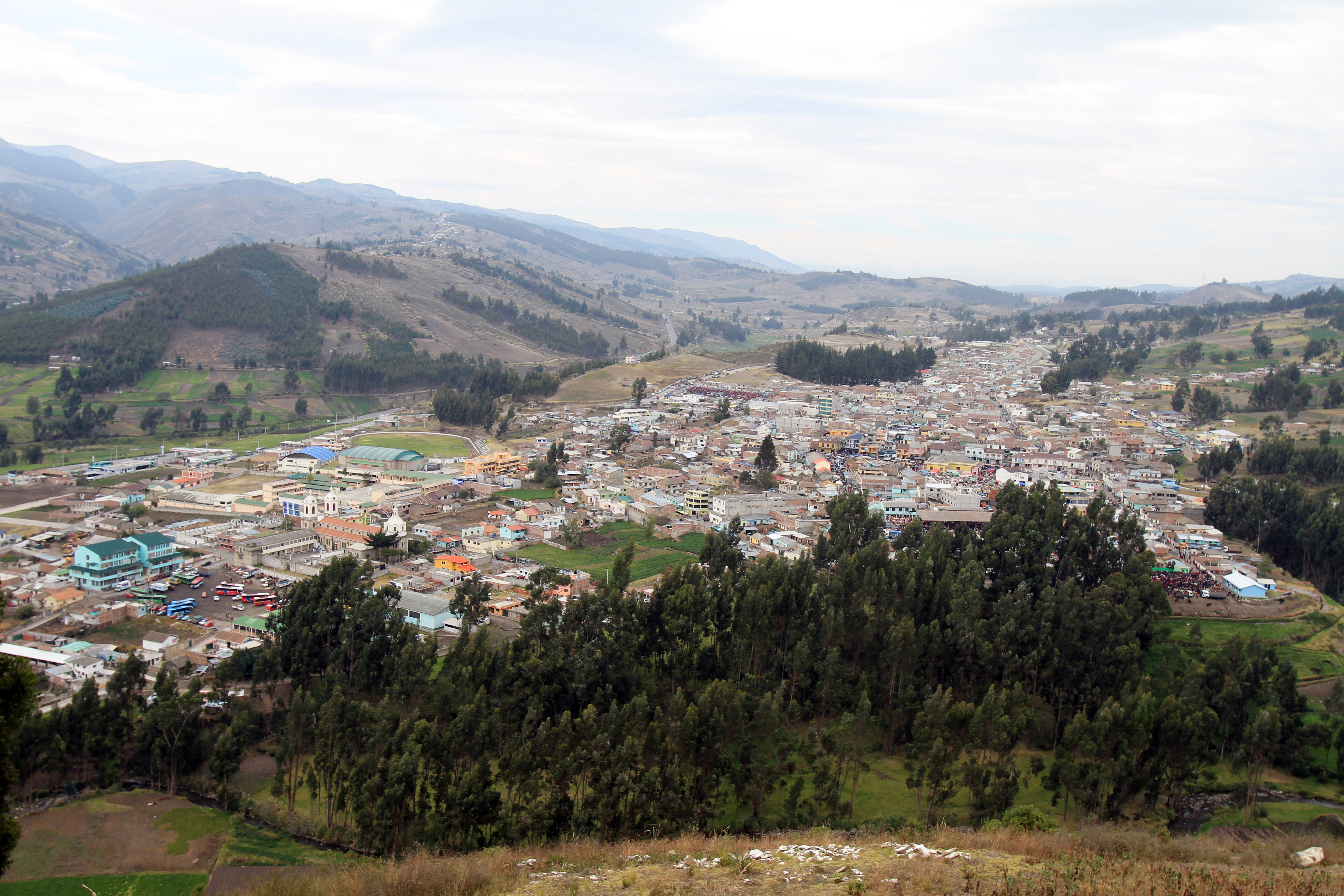
Panorámica de la ciudad de Guamote.

El cantón se divide en parroquias que pueden ser urbanas o rurales y son representadas por los Gobiernos Parroquiales ante la Alcaldía de Guamote. 

#### Parroquia urbana
- Guamote (cabecera cantonal)

En cantón Guamote habitan el 94.5%   de  indígenas kichwas hablantes y un  5% de la población  mestiza,  hoy en la  actualidad  está conformada  de los pueblos  con  sus dialectos,  vestimenta  y  costumbres,  como atapos,  galtes, pulles, tiocajas,  sablog chacazas  y  cebadas.

#### Parroquias rurales
- Cebadas
- Palmira

## Turismo
- Refugio altoandino de montaña Atillo. Enclavado en el parque nacional Sangay.[5] Situado junto al complejo lacustre de Atillo, a 56 km de Guamote. Cuenta con instalaciones para pesca deportiva de trucha, botes, hospedaje, alimentación típica de la región.
- Complejo lacustre Atillo. Constituido por un sinnúmero de lagunas de diferentes tamaño como la Laguna Negra, Cuyug, y Atillo. En los alrededores de estas lagunas, y entre riachuelos y cascadas, se puede encontrar una gran variedad de flora y fauna. Es una de las entradas más importantes a la amazonía ecuatoriana.
- Granja agroturística Totorillas. Se sitúa a 9 km de la sede cantonal.
- Camino del Inca. Por él se puede llegar, atravesando páramos y poblados indígenas hasta las ruinas de Ingapirca.
- Feria de Guamote. Sigue las tradiciones del pueblo de los Puruháes, habitantes autóctonos de la zona.
- Estación de ferrocarril. Desde guamote se puede visitar en ferrocarril la Nariz del Diablo.
- Carnaval de Guamote

## Demografía

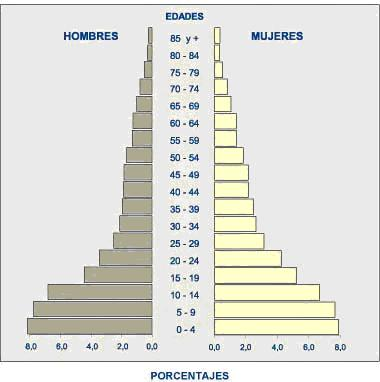
Pirámide de la población de Guamote.

De acuerdo con los datos presentados por el Instituto Ecuatoriano de Estadísticas y Censos (INEC), del último Censo de Población y Vivienda (2001), realizado en el país, Guamote presenta una base piramidal ancha, a expensas de la población escolar y adolescente, con un porcentaje mayor de niños que se encuentran entre los 0 y 4 años, lo cual se explicaría por la migración existente desde este cantón a diversos lugares de la provincia y el país. La población económicamente activa es del 64,36%.
La tasa de crecimiento anual de la población para el período 1990-2001, fue de 2,1%.
La población femenina alcanza el 52%, mientras que la masculina, el 48%.
El analfabetismo en mujeres se presenta en 37,42%, mientras que en varones: 21,5%.

### Servicios sociales
Un significativo porcentaje de la población carece de alcantarillado, apenas lo poseen el 9% de viviendas dispone de este servicio, mientras que el 53,56% dispone de algún sistema de eliminación de excretas. 
En el Cantón existen los siguientes servicios:
- Agua entubada dentro de la vivienda: 9%.
- Energía eléctrica 80,67%.
- Servicio telefónico 5,46%,
- Sistema de recolección de basura 7,15%.

En síntesis, el déficit de servicios residenciales básicos alcanza al 95,14% de viviendas.